# Орлівщина (станція)
Орлі́вщина — проміжна залізнична станція Дніпровської дирекції Придніпровської залізниці на одноколійній електрифікованій постійним струмом лінії Самар-Дніпровський — Павлоград I між станціями Самар-Дніпровський (14 км) та Мінеральна (12 км). Розташована в селищі Меліоративне Самарівського району Дніпропетровської області.

## Історія
Станція відкрита у 1929 році. 
21 квітня 2022 року російські окупанти завдали масований ракетний удар по залізничній станції Орлівщина, тим самим спричинивши значні руйнування інфраструктури, внаслідок чого рух поїздів був тимчасово припинений.

## Пасажирське сполучення
На станції Орлівщина зупиняються приміські поїзди сполученням Верхівцеве — Краматорськ.